# Melizoderidae
Melizoderidae (лат.) — семейство равнокрылых насекомых. Эндемики Южной Америки.

## Распространение
Южная Америка: Аргентина и Чили.

## Описание
Равнокрылые насекомые, сосущие соки растений. Длина тела 4—6 мм. Фронтоклипеус сильно выпуклый. 9-й тергит нимф полностью покрывает анальное отверстие, которое поэтому сверху незаметно. Взрослые особи морфологически похожи на семейство Membracidae, отличаются от них тем, что имеют складки (парапсидальные бороздки) по бокам сзади среднеспинки.

## Систематика
2 рода, 8 видов.
- Род Llanquihuea Linnavuori & DeLong, 1978
- Род Melizoderes Spinola, 1850